# ルイーズ・ド・モンモランシー
ルイーズ・ド・モンモランシー（Louise de Montmorency, 1496年 - 1547年）は、フランスの貴族女性。フランス王フランソワ1世の王妃エリザベート・ドートリッシュの首席女官（Première dame d'honneur、在任：1530年 - 1535年）をつとめた。また、カルヴァン派の支持者としても重要な役割を果たした。

## 生涯
ルイーズはギョーム・ド・モンモランシーとアンヌ・ポの娘であり、フランス元帥アンヌ・ド・モンモランシーの妹であった。
1530年、ルイーズは新しく王妃エリザベート・ドートリッシュの首席女官に任命され、これにより王妃の他の侍女たち全員に対する責任を負うことになった。1535年に引退し、後任にはジェヴリー卿夫人ジャンヌ・ダングレームが就いた。
ルイーズは夫とは独立してかなりの任命権を持っており、16世紀のフランスにおいてカルヴァン派の影響を広める上で重要な役割を果たした。

## 結婚
ルイーズは1511年にフェリー・ド・マイイと結婚した。この結婚で1女が生まれた。
- マドレーヌ[1] - シャルル・ド・ロワイエと結婚、エレオノール・ド・ロワイエの母

フェリーは1513年に死去し、ルイーズは1514年にガスパール1世・ド・コリニーと再婚した。2度目の結婚で3男が生まれたが、息子達は皆ユグノー戦争の初期に重要な役割を果たした。
- オデ（1517年 - 1571年） - シャティヨン枢機卿[1]
- ガスパール2世（1519年 - 1572年） - コリニー提督[1]
- フランソワ（1521年 - 1569年） - アンデロ領主[7]